# Eisingen (Bade-Wurtemberg)
Pour les articles homonymes, voir Eisingen.
Eisingen est une commune de Bade-Wurtemberg (Allemagne), située dans l'arrondissement d'Enz, dans l'aire urbaine Nordschwarzwald, dans le district de Karlsruhe.